# Roslund et Hellström
Œuvres principales
- Série Commissaire Ewert Grens

Roslund et Hellström est un duo d'écrivains suédois composé d'Anders Roslund, né en 1961, et de Börge Hellström, né en 1957.

## Biographie
Anders Roslund est le créateur et ancien directeur de Kulturnyheterna, émission diffusée à la télévision suédoise. Pendant de nombreuses années, il a été journaliste, couvrant principalement les histoires à caractère criminel et social, puis chef d'antenne de Rapport et Aktuellt, les deux principales émissions d'informations à la télévision suédoise. 
Ancien détenu, Börge Hellström est quant à lui l’un des membres fondateurs de KRIS ( Kriminellas Revansch i Samhället), un organisme de prévention du crime. Il œuvre auprès de jeunes contrevenants et de toxicomanes pour faciliter leur réadaptation. 
Le duo s'est d'abord fait connaître avec le roman policier La Bête (titre original suédois Odjuret) paru en 2004.  
Leurs romans sont traduits dans de nombreuses langues, notamment en japonais, en mandarin, en russe, en allemand, en français et en anglais.

## Œuvres

### SérieCommissaire Ewert Grens
1. La Bête, Presses de la Cité, 2009 ((sv) Odjuret, 2004), trad. Lucile Clauss et Maximilien Stadler, 321 p.  (ISBN 978-2-258-06671-7)Réédition, Pocket no 14255, 2010, 427 p. (ISBN 978-2-266-19944-5)
2. Box 21, Presses de la Cité, 2010 ((sv) Box 21, 2005), trad. Terje Sinding, 369 p.  (ISBN 978-2-258-07565-8)Réédition, Pocket no 14683, 2011, 462 p. (ISBN 978-2-266-21442-1)
3. L'Honneur d'Edward Finnigan, Presses de la Cité, 2011 ((sv) Edward Finnigans upprättelse, 2006), trad. Terje Sinding, 453 p.  (ISBN 978-2258-07566-5)Réédition, Pocket no 15244, 2013, 507 p. (ISBN 978-2-266-23019-3)
4. La Fille des souterrains, Presses de la Cité, 2012 ((sv) Flickan under gatan, 2007), trad. Terje Sinding, 333 p.  (ISBN 978-2-258-08591-6)

### SérieTrois secondes, trois minutes, trois heures
1. Trois secondes, Fayard, 2019 ((sv) Tre sekunder, 2009), trad. Philippe Bouquet et Catherine Renaud, 592 p.  (ISBN 978-2-86374-490-1)Réédition, Le Livre de poche no 35701, 2020, 736 p. (ISBN 978-2-253-26035-6)
2. Trois minutes, Mazarine, 2019 ((sv) Tre minuter, 2016), trad. Philippe Bouquet et Catherine Renaud, 560 p.  (ISBN 978-2-86374-491-8)Réédition, Le Livre de poche no 35792, 2020, 701 p. (ISBN 978-2-253-18111-8)
3. Trois heures, Mazarine, 2019 ((sv) Tre Timmar, 2018), trad. Philippe Bouquet et Catherine Renaud, 448 p.  (ISBN 978-2-86374-492-5)Réédition, Le Livre de poche no 36023, 2021, 567 p. (ISBN 978-2-253-18112-5)

### SérieMade in Sweden
1. Made in Sweden, Acte Sud, coll. « Actes noirs », 2018 ((sv) Björndansen, 2014), trad. Frédéric Fourreau, 653 p.  (ISBN 978-2-330-09712-7)Réédition, Acte Sud, coll. « Babel noir » no 247, 2021, 576 p. (ISBN 978-2-330-14334-3)
2. Si tu me balances, Acte Sud, coll. « Actes noirs », 2021 ((sv) En Bror Att Dö För, 2017), trad. Frédéric Fourreau, 448 p.  (ISBN 978-2-330-14401-2)Réédition, Acte Sud, coll. « Babel noir » no 286, 2023, 544 p. (ISBN 978-2-330-17427-9)

### Romans indépendants
- (sv) Två soldater, 2012
- Qui est là ?, Mazarine, 2022 ((sv) Jamåhonleva, 2019), trad. Catherine Renaud, 491 p.  (ISBN 978-2-86374-525-0)Ce roman a été par Anders Roslund seulement

## Prix et distinctions

### Prix
- Prix Clé de verre 2005 pour La Bête